# جورج ماكدونالد ريد
جورج ماكدونالد ريد هو نحات كندي، ولد في 1907، وتوفي في يناير 1969.